# Alamand de Saint-Jeoire
Alamand de Saint-Jeoire († 21. Januar oder 2. April 1366) war von 1342 bis 1366 Bischof von Genf.

## Leben
Alamand entstammte einer adligen Familie aus Saint-Jeoire (zum ehemaligen Savoyen gehörig) im Faucigny, die mehrere Domherren in Genf und Lausanne stellte. Er wurde 1323 Domherr in Genf und 1342 vom Domkapitel zum Bischof von Genf gewählt. Alamand musste seine Rechte als Herr der Stadt  Genf und Reichsfürst gegen Amadeus VI. von Savoyen verteidigen, der 1355 Gex und das Faucigny erworben hatte und 1365 von Kaiser Karl IV. zum Generalvikar von Genf ernannt wurde. Während seiner Amtszeit wurde mit dem Bau einer neuen Stadtmauer begonnen, die auch die neuen Stadtteile am See und der Rhône mit einschloss.